# Петар Омчікус
Петро Омчікус (6 жовтня 1926, Сушак — 26 квітня 2019) —сербський живописець, член Сербської академії наук і мистецтв, який жив і працював у Парижі.

## Біографія
З 1937 року Омчікус жив у Белграді. Після Другої світової війни він почав малювати в Академії образотворчих мистецтв у класі професора Івана Табаковича. Разом зі своєю дружиною, художницею Коссою Бокчан, кинув навчання живопису і поїхав до Задара, який став одним із засновників групи Задар. Після шестимісячного перебування в Задарі він повернувся до Белграда, де приєднався до Групи одинадцяти, і влаштував свою першу персональну виставку в 1951 році. Незабаром, після того, як у 1952 році Петр Омчікус і Косса Бокшан переїхали до Парижа. Починаючи з 1965 року, вони періодично зупинялись у Велі Луці на Корчулі, де організовували численні міжнародні зустрічі художників, філософів та критиків. Петро Омчікус брав участь у численних колективних виставках в країні та за кордоном.

## Творчість
Початок творчості Омчікуса пов'язана з кількома художниками, усі з класу Івани Табакович, яка 1947 року створила першу югославську художню комуну. Група Задар: Омчікус, його майбутня дружина Косса Бокчан, Міча Попович, Віра Божичковіч, Бата Міхайлович, Любінка Йованович, Мілета Андреєвич, Бора Груїч та їх друг, студент літератури Борислав Михайлович Міхіз. Вільна творчість по-різному залишатиметься протягом усього його життя. У 1951 році Омчікус приєднується до Групи одинадцяти, яка заохочує його продовжувати шукати власні творчі шляхи. Але справжній перелом у його мистецтві стався в Парижі. Зустріч із абстрактним мистецтвом спрямувало на вільне вираження поглядів, а індивідуальний стиль, асоціативна абстракція перетворилася на барвисту жестикулярну фігурацію, яка зберегла елементи його попереднього.

## Персональні виставки (міжнародний відбір)
- 1951 Художня галерея ULUS, Белград
- 1955 Галерея Арно, Париж
- 1958 Галерея Жанни Бахер, Париж
- 1962, Galerie Formes Contemporaines, Лілль
- 1965 Салон галереї Модерне, Белград
- 1972 Великий палац, Париж
- 1974 Galleria 'IlGrifo', Рим
- 1976 Галерея Сени, Париж
- 1983 Galerie Plexus, Chexbres (Швейцарія)
- 1985 Galerie des Platanes, Женева
- 1988 Galerie Plexus, Chexbres (Швейцарія)
- 1989 Музей сучасного мистецтва, ретроспективна виставка, Белград
- 1992 Maison de l'UNESCO, Париж
- 1994 Бібліотечний університет, Нансі
- 1995 Galerie René Descartes: 'Atelier Dedouvre', Париж
- 1996 Galerie Plexus: «Atelier Dedouvre», Чексбр (Швейцарія)
- 1998 Галерея SANU, Белград